# پترو کوالسکی
 پترو کوالسکی (انگلیسی: Piotr Kowalski؛ ۲ مارس ۱۹۲۷ – ۷ ژانویهٔ ۲۰۰۴) یک معمار، و مجسمه‌ساز اهل فرانسه بود.